# グランシップ トレインフェスタ

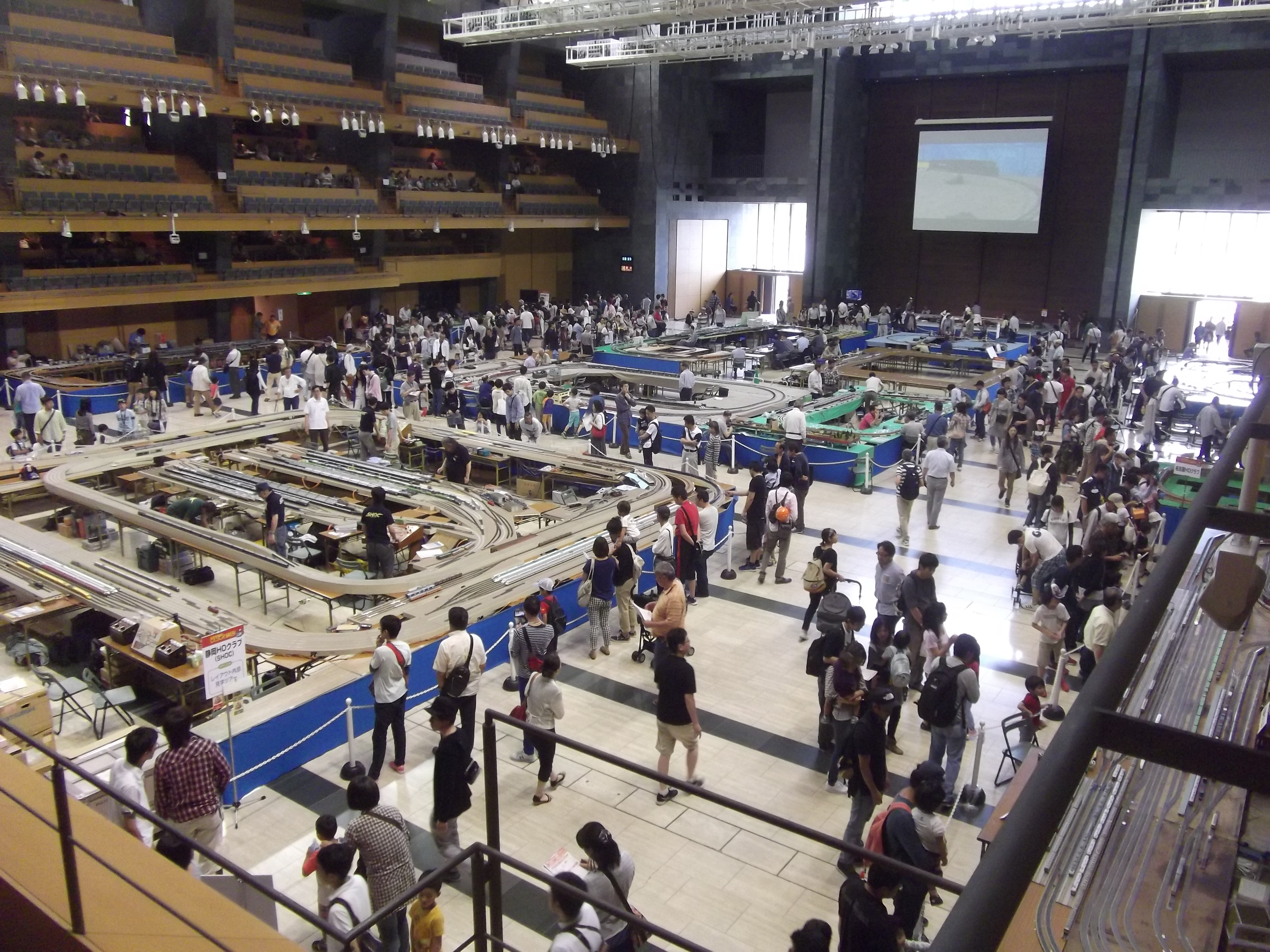
グランシップ トレインフェスタ2016の、大ホール・海の様子。
2016年5月撮影

グランシップ トレインフェスタ  はグランシップで開催される鉄道模型愛好団体と鉄道会社による鉄道模型文化の普及、認知度向上等を目的としたイベントである。

## 概要
公益財団法人静岡県文化財団および静岡県の主催、静岡ＨＯクラブの共催として毎年5月の静岡ホビーショーと同時期に開催される。入場料は無料で、この種の一般公開されるイベントとしては他に類を見ないほど規模が大きく、入場者の顔ぶれも愛好家が集う他のイベントとは違い家族連れ等が多いという特徴がある。
展示はグランシップほぼ全体を活用して行われ、屋内展示場では、主に東海地方や首都圏などからの愛好家団体が大規模なレイアウトを展示している。出展団体によっては来場者も鉄道模型の運転できるように配慮されている。
屋外では西側の広場を活用してライブスチームを扱う団体が実演しており、来場者が乗車でき、人気があるため、いつも長蛇の列が出来ている。
個人・団体出展は展示または実演のみで、販売は行われていない。一部の業者や静岡県内の鉄道会社・駅弁販売業者などがPRや自社関連商品販売の為に出展している。
また、関連して鉄道写真の展示会や鉄道おもちゃの工作教室、近隣の静岡鉄道長沼工場の見学会などが行われる。

## 歴史・沿革
2014年4月26・27日　トレインフェスタ2014開催、この年はグランシップの設備等改修工事の為、静岡ホビーショーと異なる時期に開催された。
2016年5月14・15日　トレインフェスタ2016開催
2017年5月21・22日　トレインフェスタ2017開催、この年は初の試みとして、鉄道トークショーが開催。また会場などのスケジュールの関係で静岡ホビーショーと異なる時期に開催された。